# Repartición Negra
Repartición Negra (en ruso: Чёрный передел, romanizado: Chorni peredel) fue un partido de los socialistas federalistas, de carácter revolucionario y populista, en el Imperio ruso a principio de la década de 1880.

## Origen
La Repartición Negra se estableció por el desacuerdo entre los integrantes de Tierra y Libertad (Zemlyá i Volya) en su congreso de principios de julio de 1879, celebrado en una isla cercana a Vorónezh. En ella los partidarios de acentuar las acciones terroristas —que se habían reunido por separado días antes para planear cómo inclinar a la organización a favor de los asesinatos políticos— recibieron inesperadamente el respaldo de la organización, y los que se oponían a ella, entre ellos Gueorgui Plejánov, se encontraron en minoría. El acuerdo entre las fracciones adversarias para destinar un tercio del presupuesto de la organización al terrorismo mientras el resto se dedicaba a la agitación fue aceptado a regañadientes por ambas.
Los contrarios a acentuar el terrorismo continuaron insistiendo los meses posteriores en la necesidad de concentrarse en la agitación revolucionaria en vez de en el terrorismo, hasta que la situación se hizo insostenible y los dos grupos decidieron formar organizaciones separadas en octubre. Las dos nuevas organizaciones se separaron amigablemente y repartieron los fondos de la antigua, a la vez que se comprometían a no utilizar el nombre de la antigua formación. La nueva organización que agrupó a los partidarios del terrorismo, Naródnaya Volia (Voluntad Popular), y la de los que favorecían la agitación, Chorni Peredel, prometieron cooperar. El nombre provenía de la aspiración de la Rusia rural, donde los campesinos aspiraban a la repartición de la tierra. El adjetivo negra se refería a las tierras fértiles (chernozem).

## Historia
Originalmente la Repartición Negra o Chorni Peredel renunciaba a la necesidad de la violencia y del uso del terror y la conspiración política, métodos elegidos por la Naródnaya Volia. La Repartición Negra prefería la agitación y propaganda como método de lucha. Los dirigentes de la Repartición Negra en San Petersburgo eran Gueorgui Plejánov, Pável Akselrod, Ósip Aptekman, Lev Deich y Vera Zasúlich entre otros. Los intentos de Plejánov y sus partidarios de convertir la nueva formación en una organización de masas fracasó.
Este grupo organizó una imprenta e inició la publicación del periódico Repartición Negra y Corazón (en ruso: Зерно, romanizado: Zernó); al mismo tiempo desarrolló lazos con los estudiantes y trabajadores. Los grupos periféricos de la Repartición Negra estaban activos en Moscú, Járkov, Kazán, Perm, Sarátov y Samara, entre otras ciudades. Los primeros días febrero de 1880 una serie de redadas policiales acabó con la imprenta de la organización y con el arresto de la mayoría de los miembros que no había emigrado.
Plejánov, Deich, Zasúlich y algunos otros miembros de la Repartición Negra habían abandonado el país pocos días antes de las redadas y lograron mantener una cierta actividad durante alrededor de un año. En Rusia fueron reemplazados por Anatoli Bulánov, M. Reshkó, K. Zagorsky o M. Shéftel. Estos abrieron una nueva imprenta en Minsk y ampliaron los contactos con los trabajadores. El organismo central de la Repartición Negra se trasladó a Moscú.
En la primavera de 1880 los miembros de la organización Yelizaveta Koválskaya y Nikolái Schedrín organizaron el Sindicato Obrero del Sur de Rusia (en ruso: Южнорусский рабочий союз o Yuzhnorússkiy rabóchiy soyuz), que afilió a cientos de trabajadores. Axelrod, que había evitado ser detenido, había reconstituido algunas agrupaciones de la formación y en el verano de 1880 partió a Suiza a aclarar algunos puntos del programa con los exiliados. Al no regresar a Rusia, los lazos entre los exiliados y los restos de la organización cesaron.
En esos momentos la visión de Repartición Negra sobre la revolución había sufrido algunos cambios. Las detenciones de 1880-1881 debilitaron mucho a la organización. Naródnaya Volia y sus actividades terroristas resultaron mucho más atractivas para los partidarios de la oposición al Gobierno y muchos miembros de la Repartición Negra, como Yákov Stefanóvich y Bulánov, se adhirieron a su ideología. La organización tuvo problemas para encontrar nuevos seguidores dispuestos a marchar al campo a agitar a los campesinos, y parte de los antiguos naródniki estaban empezando a regresar a las ciudades, desilusionados por los resultados de sus acciones entre el campesinado. Para finales de 1881 la Repartición Negra había cesado de existir como organización, aunque algunos grupos continuaron operando hasta mediados de la década de 1880. Plejánov, Deich, Zasúlich y otros exmiembros, tras publicar algunos números del diario de la organización, acabaron por adherirse al marxismo y crearon en Ginebra en 1883 la primera organización marxista rusa, llamada Grupo para la Emancipación del Trabajo (en ruso: Освобождение труда, o Osvobozhdéniye trudá).